# Polveraia
Polveraia is een plaats (frazione) in de Italiaanse gemeente Scansano.